# チャールズ・ダニエルズ (政治家)

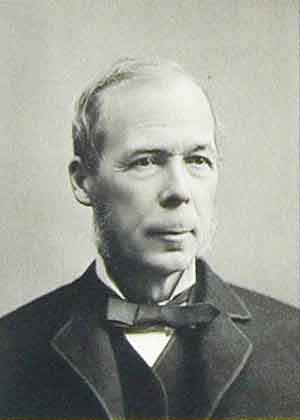
チャールズ・ダニエルズ

チャールズ・ダニエルズ（Charles Daniels, 1825年3月24日 - 1897年12月20日）は、アメリカ合衆国の弁護士、政治家。

## 生涯
ニューヨーク州ニューヨークにて誕生。オハイオ州トレドで幼少期を過ごし、父親の靴屋で取引を学んだ。1842年、ニューヨーク州バッファローに移り、法律を学んだ。1847年、弁護士として認可を受け、バッファローで弁護士業を経営。
1863年、ニューヨーク州知事ホレイショ・シーモアの任命でニューヨーク州最高裁判所判事に就任。ジェイムズ・ホイトの死去による欠員補充によるものであった。その後の補選でダニエルズはホイト分の残任期間の在任が決まり、続いて1869年に8年任期で再選、1877年に14年任期で再選した。最終的には1891年の任期満了まで最高裁判事を務めた。また1869年にはニューヨーク控訴裁判所判事としての地位も有した。1886年、ニューヨーク州控訴裁判所判事に立候補したが、民主党ルーファス・ホイーラー・ペッカムに敗れた。
ダニエルズは共和党から連邦下院議員に選出され、1893年3月4日から1897年3月3日まで議員を務めた。